# Perophora multistigmata
Perophora multistigmata is een zakpijpensoort uit de familie van de Perophoridae. De wetenschappelijke naam van de soort is voor het eerst geldig gepubliceerd in 1952 door Kott.